# Tournon-Saint-Martin
 Tournon-Saint-Martin  es una población y comuna francesa, en la región de  Centro, departamento de Indre, en el distrito de Le Blanc y cantón de Tournon-Saint-Martin.

## Demografía
| 1589 | 1610 | 1589 | 1506 | 1374 | 1250 |
| Para los censos de 1962 a 1999 la población legal corresponde a la población sin duplicidades (Fuente: INSEE [Consultar]) |      |      |      |      |      |